# Thomasia triphylla
Thomasia triphylla är en malvaväxtart som först beskrevs av Jacques-Julien Houtou de La Billardière, och fick sitt nu gällande namn av Claude Gay. Thomasia triphylla ingår i släktet Thomasia och familjen malvaväxter. Inga underarter finns listade i Catalogue of Life.